# Fotballklubben Lyn Oslo 1992
Questa pagina raccoglie i dati riguardanti il Fotballklubben Lyn Oslo nelle competizioni ufficiali della stagione 1992.

## Stagione
Il Lyn Oslo chiuse il campionato al quinto posto finale. L'avventura in Norgesmesterskapet, invece, si chiuse al quarto turno per mano del Lillestrøm. L'unico calciatore a disputare tutte le partite stagionali fu Einar Rossbach, mentre il miglior marcatore assoluto fu Stein Amundsen, con 9 reti (di cui 8 in campionato).

## Rosa
| N. |                     | Ruolo | Calciatore          |
| -- | ------------------- | ----- | ------------------- |
|    | Norvegia (bandiera) | P     | Einar Rossbach      |
|    | Norvegia (bandiera) | D     | Ørjan Berg-Johansen |
|    | Norvegia (bandiera) | D     | Bård Bjerkeland     |
|    | Norvegia (bandiera) | D     | Erik Dahle          |
|    | Norvegia (bandiera) | D     | Hallgeir Finbråten  |
|    | Norvegia (bandiera) | D     | Glenn Hartmann      |
|    | Norvegia (bandiera) | D     | Knut Holte          |
|    | Norvegia (bandiera) | D     | Ronny Johnsen       |
|    | Norvegia (bandiera) | D     | Frode Nicolaisen    |
|    | Norvegia (bandiera) | D     | Thomas Østvold      |
|    | Norvegia (bandiera) | D     | Thomas Wæhler       |
|    | Norvegia (bandiera) | C     | Jan Tore Amundsen   |

| N. |                     | Ruolo | Calciatore           |
| -- | ------------------- | ----- | -------------------- |
|    | Norvegia (bandiera) | C     | Stein Amundsen       |
|    | Norvegia (bandiera) | C     | Kent Bergersen       |
|    | Norvegia (bandiera) | C     | Sture Fladmark       |
|    | Norvegia (bandiera) | C     | Bernt Haugen         |
|    | Norvegia (bandiera) | C     | Helge Sognli         |
|    | Norvegia (bandiera) | C     | Jan-Derek Sørensen   |
|    | Norvegia (bandiera) | C     | Tom Sundby           |
|    | Islanda (bandiera)  | C     | Ólafur Þórðarson     |
|    | Norvegia (bandiera) | A     | Simen Agdestein      |
|    | Norvegia (bandiera) | A     | Ola Dybwad-Olsen jr. |
|    | Norvegia (bandiera) | A     | Ken Olsen            |

## Calciomercato

### Sessione invernale
| Acquisti | Acquisti       | Acquisti      | Acquisti   |
| R.       | Nome           | da            | Modalità   |
| -------- | -------------- | ------------- | ---------- |
| C        | Stein Amundsen | Lillestrøm    | definitivo |
| A        | Ken Olsen      | Sandefjord BK | definitivo |

| Cessioni | Cessioni        | Cessioni       | Cessioni   |
| R.       | Nome            | a              | Modalità   |
| -------- | --------------- | -------------- | ---------- |
| C        | Axel Kolle      | Bærum          | prestito   |
| C        | Trond Sundby    | Rosenborg      | definitivo |
| C        | Frode Thomassen | Fauske/Sprint  | definitivo |
| A        | Tom Fodstad     | Stabæk         | definitivo |
| A        | Janusz Kudyba   | Zagłębie Lubin | definitivo |

### Sessione estiva
| Acquisti | Acquisti            | Acquisti   | Acquisti   |
| R.       | Nome                | da         | Modalità   |
| -------- | ------------------- | ---------- | ---------- |
| D        | Ørjan Berg-Johansen | Strindheim | definitivo |

| Cessioni | Cessioni | Cessioni | Cessioni |
| R.       | Nome     | a        | Modalità |
| -------- | -------- | -------- | -------- |

## Risultati

### Eliteserien

#### Girone di andata
| Arbitro: | Hollung |

|                           |           |  |
| Bragstad 9’ Henriksen 23’ | Marcatori |  |

| Arbitro: | Haugstad |

|            |           |  |
| Sundby 85’ | Marcatori |  |

| Arbitro: | Nervik |

|  |           |                      |
|  | Marcatori | 68’ Sundby 81’ Olsen |

| Arbitro: | Aass |

|                                  |           |              |
| S. Amundsen 14’ Johnsen 85’ ? ?’ | Marcatori | 74’ Nysæther |

| Arbitro: | Ditlefsen |

|                                                 |           |  |
| Tønnessen 2’, 66’ Strandli 55’, 80’ Mykland 61’ | Marcatori |  |

| Arbitro: | Halle (Molde) |

|                                           |           |                 |
| S. Amundsen 5’ Fladmark 57’ Agdestein 89’ | Marcatori | 7’ Mellemstrand |

| Arbitro: | Singsaas |

|            |           |  |
| Morley 11’ | Marcatori |  |

| Arbitro: | Hollung |

|                                |           |                        |
| Olsen 14’ S. Amundsen 61’, 67’ | Marcatori | 64’ Kaasa 75’ Karlsrud |

| Arbitro: | Larsgård |

|            |           |                            |
| H. Flo 48’ | Marcatori | 50’ Sundby 65’ S. Amundsen |

| Tromsø 28 giugno 1992, ore ??:?? 10ª giornata | Tromsø | 0 – 0 referto | Lyn Oslo | Alfheim Stadion (3.805 spett.)\| Arbitro: \| Aass \| |
| Arbitro:                                      | Aass   |               |          |                                                      |

| Arbitro: | Haugen |

|           |           |          |
| Olsen 71’ | Marcatori | 90’ Berg |

#### Girone di ritorno
| Arbitro: | Kronborg |

|           |           |                                            |
| Olsen 84’ | Marcatori | 22’ Sørloth 31’ Ingebrigtsen 44’ Bjørnebye |

| Arbitro: | Nervik |

|  |           |                      |
|  | Marcatori | 27’ Dybwad-Olsen jr. |

| Arbitro: | Nervik |

|                              |           |             |
| S. Amundsen 65’ Fladmark 90’ | Marcatori | 84’ Belsvik |

| Arbitro: | Halle (Molde) |

|                 |           |                 |
| Gulbrandsen 75’ | Marcatori | 53’ S. Amundsen |

| Arbitro: | Aass |

|            |           |                           |
| Sundby 55’ | Marcatori | 31’ Strandli 65’ Bjønsaas |

| Arbitro: | Halle (Molde) |

|  |           |                 |
|  | Marcatori | 38’ S. Amundsen |

| Arbitro: | Kvam |

|           |           |              |
| Sundby 8’ | Marcatori | 36’ Wassberg |

| Arbitro: | Nordby |

|               |           |  |
| Martinsen 42’ | Marcatori |  |

| Arbitro: | Singsaas |

|                                                                       |           |                      |
| Finbråten 9’, 51’ Bergersen 32’, 38’ Bjerkeland 37’, 76’ Sørensen 54’ | Marcatori | 40’, 42’, 67’ J. Flo |

| Arbitro: | Skjervold |

|                        |           |              |
| Fladmark 77’ Dahle 83’ | Marcatori | 59’ Pedersen |

| Arbitro: | Hermansen |

|                           |           |           |
| Neerland 36’ Albiston 82’ | Marcatori | 68’ Holte |

### Coppa di Norvegia
| 27 maggio 1992                                                                       | Nordstrand | 2 – 4 referto                            | Lyn Oslo |  |
| \| \| \| \| \| ? ?’ ? ?’ \| Marcatori \| ?’ Finbråten ?’, ?’ Agdestein ?’ Johnsen \| |            |                                          |          |  |
|                                                                                      |            |                                          |          |  |
| ? ?’ ? ?’                                                                            | Marcatori  | ?’ Finbråten ?’, ?’ Agdestein ?’ Johnsen |          |  |

| 11 giugno 1992                                                                                              | Lyn Oslo  | 9 – 1 referto | Asker |  |
| \| \| \| \| \| Agdestein ?’, ?’, ?’, ?’ Johnsen ?’, ?’ S. Amundsen ?’ ? ?’ Olsen ?’ \| Marcatori \| ?’ ? \| |           |               |       |  |
| |           |               |       |  |
| Agdestein ?’, ?’, ?’, ?’ Johnsen ?’, ?’ S. Amundsen ?’ ? ?’ Olsen ?’                                        | Marcatori | ?’ ?          |       |  |

| 24 giugno 1992                               | Moss                 | 0 – 0 (d.t.s.) referto | Lyn Oslo |  |
| \| \| \| \| \| \| Tiri di rigore 3 – 5 \| \| |                      |                        |          |  |
|                                              |                      |                        |          |  |
|                                              | Tiri di rigore 3 – 5 |                        |          |  |

| 21 luglio 1992                                                    | Lillestrøm | 3 – 2 referto    | Lyn Oslo |  |
| \| \| \| \| \| ? ?’ ? ?’ ? ?’ \| Marcatori \| ?’, ?’ Bergersen \| |            |                  |          |  |
|                                                                   |            |                  |          |  |
| ? ?’ ? ?’ ? ?’                                                    | Marcatori  | ?’, ?’ Bergersen |          |  |

## Statistiche

### Statistiche di squadra
| Competizione      | Punti | In casa | In casa | In casa | In casa | In casa | In casa | In trasferta | In trasferta | In trasferta | In trasferta | In trasferta | In trasferta | Totale | Totale | Totale | Totale | Totale | Totale | DR  |
| Competizione      | Punti | G       | V       | N       | P       | Gf      | Gs      | G            | V            | N            | P            | Gf           | Gs           | G      | V      | N      | P      | Gf     | Gs     | DR  |
| ----------------- | ----- | ------- | ------- | ------- | ------- | ------- | ------- | ------------ | ------------ | ------------ | ------------ | ------------ | ------------ | ------ | ------ | ------ | ------ | ------ | ------ | --- |
| Eliteserien       | 34    | 11      | 7       | 2       | 2       | 25      | 16      | 11           | 4            | 2            | 5            | 8            | 13           | 22     | 11     | 4      | 7      | 33     | 29     | +4  |
| Coppa di Norvegia | -     | 1       | 1       | 0       | 0       | 9       | 1       | 3            | 1            | 1            | 1            | 6            | 5            | 4      | 2      | 1      | 1      | 15     | 6      | +9  |
| Totale            | -     | 12      | 8       | 2       | 2       | 34      | 17      | 14           | 5            | 3            | 6            | 14           | 18           | 26     | 13     | 5      | 8      | 48     | 35     | +13 |

### Statistiche dei giocatori
| Giocatore            | Eliteserien | Eliteserien | Eliteserien | Eliteserien | Coppa di Norvegia | Coppa di Norvegia | Coppa di Norvegia | Coppa di Norvegia | Totale   | Totale | Totale      | Totale     |
| Giocatore            | Presenze    | Reti        | Ammonizioni | Espulsioni  | Presenze          | Reti              | Ammonizioni       | Espulsioni        | Presenze | Reti   | Ammonizioni | Espulsioni |
| -------------------- | ----------- | ----------- | ----------- | ----------- | ----------------- | ----------------- | ----------------- | ----------------- | -------- | ------ | ----------- | ---------- |
| S. Agdestein         | 10          | 1           | 0           | 0           | 2                 | 6                 | 0                 | 0                 | 12       | 7      | 0           | 0          |
| J. Amundsen          | 15          | 0           | 0           | 0           | 3                 | 0                 | 0                 | 0                 | 18       | 0      | 0           | 0          |
| S. Amundsen          | 19          | 8           | 2           | 0           | 4                 | 1                 | 0                 | 0                 | 23       | 9      | 2           | 0          |
| Ø. Berg-Johansen     | 10          | 0           | 1           | 0           | 1                 | 0                 | 0                 | 0                 | 11       | 0      | 1           | 0          |
| K. Bergersen         | 22          | 2           | 0           | 0           | 4                 | 2                 | 0                 | 0                 | 26       | 4      | 0           | 0          |
| B. Bjerkeland        | 19          | 2           | 5           | 0           | 3                 | 0                 | 0                 | 0                 | 22       | 2      | 5           | 0          |
| E. Dahle             | 2           | 1           | 1           | 0           | 1                 | 0                 | 0                 | 0                 | 3        | 1      | 1           | 0          |
| . O. Dybwad-Olsen jr | 4           | 1           | 1           | 0           | 0                 | 0                 | 0                 | 0                 | 4        | 1      | 1           | 0          |
| H. Finbråten         | 22          | 2           | 2           | 0           | 3                 | 1                 | 1                 | 0                 | 25       | 3      | 3           | 0          |
| S. Fladmark          | 21          | 3           | 1           | 0           | 4                 | 0                 | 1                 | 0                 | 25       | 3      | 2           | 0          |
| G. Hartmann          | 5           | 0           | 1           | 0           | 2                 | 0                 | 0                 | 0                 | 7        | 0      | 1           | 0          |
| B. Haugen            | 3           | 0           | 0           | 0           | 0                 | 0                 | 0                 | 0                 | 3        | 0      | 0           | 0          |
| K. Holte             | 15          | 1           | 4           | 0           | 1                 | 0                 | 0                 | 0                 | 16       | 1      | 4           | 0          |
| R. Johnsen           | 12          | 1           | 0           | 0           | 3                 | 3                 | 0                 | 0                 | 15       | 4      | 0           | 0          |
| F. Nicolaisen        | 4           | 0           | 0           | 0           | 0                 | 0                 | 0                 | 0                 | 4        | 0      | 0           | 0          |
| K. Olsen             | 21          | 4           | 0           | 0           | 4                 | 1                 | 0                 | 0                 | 25       | 5      | 0           | 0          |
| T. Østvold           | 3           | 0           | 0           | 0           | 1                 | 0                 | 0                 | 0                 | 4        | 0      | 0           | 0          |
| E. Rossbach          | 22          | 0           | 0           | 0           | 4                 | 0                 | 0                 | 0                 | 26       | 0      | 0           | 0          |
| H. Sognli            | 5           | 0           | 0           | 0           | 1                 | 0                 | 0                 | 0                 | 6        | 0      | 0           | 0          |
| J. Sørensen          | 11          | 1           | 0           | 0           | 2                 | 0                 | 0                 | 0                 | 13       | 1      | 0           | 0          |
| T. Sundby            | 14          | 5           | 2           | 0           | 2                 | 0                 | 0                 | 0                 | 16       | 5      | 2           | 0          |
| Ó. Þórðarson         | 10          | 0           | 2           | 0           | 2                 | 0                 | 0                 | 0                 | 12       | 0      | 2           | 0          |
| T. Wæhler            | 8           | 0           | 1           | 1           | 3                 | 0                 | 1                 | 0                 | 11       | 0      | 2           | 1          |